# Johannes Oberdick
Johannes Oberdick (* 27. Juni 1835 in Herdringen in Westfalen; † 20. August 1903 in Canth bei Breslau) war ein deutscher Klassischer Philologe und Gymnasialdirektor.

## Leben und Werk
Johannes Oberdick besuchte das Gymnasium Theodorianum in Paderborn und erhielt dort am 29. Juli 1854 das Reifezeugnis. Anschließend studierte er Klassische Philologie an der Königlichen Akademie zu Münster, an der Universität Bonn und an der Universität Breslau, wo Friedrich Haase, August Rossbach und Rudolf Westphal zu seinen Lehrern zählten. Am 27. Dezember 1859 legte Oberdick die Lehramtsprüfung in den Fächern Latein, Griechisch, Deutsch, Geschichte und Geographie ab.
Nach der Lehramtsprüfung trat Oberdick in den preußischen Schuldienst ein. Er war an verschiedenen schlesischen Gymnasien tätig: Im Jahr 1860 absolvierte er das Probejahr am Katholischen Gymnasium in Glatz und wurde dort zum 1. Januar 1861 zum Hilfslehrer ernannt. Zum 1. Oktober 1861 wechselte er an das Matthias-Gymnasium in Breslau, wo er am 1. April 1862 eine Anstellung als zweiter Collaborator erhielt. Ab dem 1. Mai 1862 war er zusätzlich zu seinen sonstigen Aufgaben als Hilfsturnlehrer tätig. Am 24. Mai 1863 wurde er als ordentlicher Gymnasiallehrer fest angestellt. Zum 3. März 1864 wechselte er als 2. Oberlehrer an das Gymnasium in Neiße, am 5. August 1868 als Oberlehrer an das Gymnasium in Glogau.
Durch königlichen Erlass vom 16. Oktober 1869 wurde Oberdick zum 1. Januar 1870 zum Direktor des Gymnasiums in Glatz ernannt, wo er sechs Jahre wirkte. Durch einen Erlass vom 27. September 1876 verließ er Schlesien für einige Zeit und leitete ab dem 1. Oktober 1876 das Gymnasium in Arnsberg, in seiner westfälischen Heimat. Ein Jahr später wechselte er an das Gymnasium Paulinum zu Münster. Zum 1. November 1882 kehrte er als Direktor an das Matthias-Gymnasium in Breslau zurück, wo er bis zu seinem Eintritt in den Ruhestand blieb. Aus gesundheitlichen Gründen trat er am 1. Mai 1897 in den Ruhestand. Die letzten Lebensjahre verbrachte er zurückgezogen in Breslau sowie in seinem Sommerwohnsitz Canth, wo er am 20. August 1903 an einem Schlaganfall starb.
Zusätzlich zu seiner Tätigkeit im Schuldienst war Oberdick während seiner gesamten Berufslaufbahn wissenschaftlich tätig. Er verfasste Studien zur Geschichte der Spätantike, zur Textkritik der Historia Augusta und zur Erklärung der Aischylos-Tragödien. Zu Aischylos fühlte er sich seit seiner Studienzeit hingezogen; neben textkritischen, metrischen und exegetischen Arbeiten gab er auch Editionen und Übersetzungen einzelner Tragödien heraus. Ein weiterer Forschungsschwerpunkt war die lateinische Orthographie.
Für seine wissenschaftlichen und pädagogischen Verdienste empfing Oberdick reiche Anerkennung. Auf Veranlassung seine akademischen Lehrers August Rossbach verlieh ihm die Philosophische Fakultät der Universität Breslau am 6. November 1874 die Ehrendoktorwürde mit der Widmung philologo et historico doctissimo, paedagogo spectatissimo („dem gelehrten Philologen und Historiker, dem ausgezeichneten Pädagogen“). Am 8. März 1890 wählte ihn die Accademia Nazionale Virgiliana in Mantua zum korrespondierenden Mitglied. Zu seiner Pensionierung wurde ihm der Rote Adlerorden 3. Klasse mit Schleife verliehen.

## Schriften (Auswahl)
- Die Römerfeindlichen Bewegungen im Orient während der letzten Hälfte des dritten Jahrhunderts nach Christus (254–274). Ein Beitrag zur Geschichte des römischen Reiches unter den Kaisern. Berlin 1869
- Die Schutzflehenden des Aeschylus. Nebst Einleitung und Commentar. Berlin 1869
- Beiträge zur Erklärung und Kritik des Aeschylus. Glatz 1870 (Schulprogramm)
- Aeschyli Persae. Recensuit Ioannes Oberdick. Berlin 1876
- Commentationum Aeschylearum specimen. Glatz 1876
- De exitu fabulae aeschyleae quae Septem adversus Thebas inscribitur. Arnsberg 1877 (Schulprogramm)
- De stasimo primo fabulae Aeschyleae quae Septem adversus Thebas inscribitur. Münster 1878 (Schulprogramm)
- Quaestiones Aeschyleae. Münster 1878
- Studien zur lateinischen Orthographie. Münster 1879 (Schulprogramm)
- Kritische Studien. Gesammelte Abhandlungen und Rezensionen nebst Einleitung. I. Bändchen, Münster 1884 (mehr nicht erschienen)
- Curae Aeschyleae. Breslau 1885
- Studien zur lateinischen Orthographie II. Breslau 1886 (Schulprogramm)
- Studien zur lateinischen Orthographie III. Breslau 1891 (Schulprogramm)
- De inscriptione Palmyrena Vog. duodetricesima commentatio. Breslau 1893 (Schulprogramm)
- Studien zur lateinischen Orthographie IV. Breslau 1894 (Schulprogramm)